# Fracture basilaire du crâne
 (mars 2024).
 Mise en garde médicale
Une fracture basilaire du crâne est une fracture d'un os à la base du crâne . Les symptômes peuvent inclure des ecchymoses derrière les oreilles, des ecchymoses autour des yeux ou du sang derrière le tympan . Une fuite de liquide céphalorachidien (LCR) se produit dans environ 20 % des cas et peut entraîner une fuite de liquide du nez ou de l'oreille . La méningite est une complication dans environ 14 % des cas . D'autres complications incluent des lésions du nerf crânien ou des vaisseaux sanguins .
Ils ont généralement un degré niveau élevé de traumatisme pour se produire . La fracture est localisée au moins un des os suivants : os temporal, os occipital, os sphénoïde, os frontal ou os ethmoïde . Elles sont divisées en fractures de la fosse antérieure, de la fosse moyenne et de la fosse postérieure . Des fractures du visage surviennent également souvent . Le diagnostic est généralement posé sur le scanner .
Le traitement repose généralement à réparer les structures internes de la tête . La chirurgie est indiquée en cas de fuite du liquide céphalo-rachidien (LCR) qui n’est pas contrôlée ou en cas de lésion d'un vaisseau sanguin ou d'un nerf . L’utilité des antibiotiques préventifs n’est pas claire ,. Cela survient chez environ 12 % des personnes souffrant d’un traumatisme crânien grave .